# Toy Soldiers (singolo)
Toy Soldiers è un brano musicale pop, inciso nel 1988 da Martika e pubblicato l'anno seguente come singolo estratto dall'album eponimo della cantante statunitense. Autori del brano sono la stessa Martika e Michael Jay.
Il singolo, pubblicato su etichetta CBS, raggiunse il primo posto delle classifiche negli Stati Uniti e in Nuova Zelanda, il secondo in Norvegia e il terzo in Svizzera.

## Storia
Ad ispirare a Martika la composizione del brano fu un amico che era dipendente dall'uso di cocaina.

## Testo
Si tratta di una canzone contro l'uso di droghe: il brano parla infatti di come la droga possa controllare le persone come i bambini controllano dei soldatini giocattolo (toy soldiers).

## Tracce
7"
1. Toy Soldiers (Edit) – 4:15
2. Exchange Of Hearts (Radio Edit) – 4:15

12" Maxi
1. Toy Soldiers – 4:52
2. Exchange of Hearts – 4:15
3. It's Not What You're Doing – 4:11

## Staff artistico
- Martika (voce principale)
- Stacy Ferguson[3]

## Classifiche
| Classifica    | Posizione massima | Nr. di settimane |
| ------------- | ----------------- | ---------------- |
| Australia     | 5                 | 20               |
| Belgio        | 32                | 3                |
| Germania      | 5                 | 19               |
| Norvegia      | 2                 | 11               |
| Nuova Zelanda | 1                 | 14               |
| Paesi Bassi   | 22                | 11               |
| Regno Unito   | 6                 |                  |
| Stati Uniti   | 1                 |                  |
| Svezia        | 4                 | 6                |
| Svizzera      | 3                 | 17               |

## Cover
Tra gli artisti che hanno inciso una cover del brano, figurano:
- Fusion (con il titolo Toy Soldier)[2]
- Silversun Pickups

## Campionature
- Il brano Like Toy Soldiers di Eminem campiona Toy Soldiers di Martika[2][3]

## Nei film
- M3GAN (2022) : in una scena del film, la bambola M3GANE suona Toy Soldiers al pianoforte.